# Gornja Pušća
Gornja Pušća – wieś w Chorwacji, w żupanii zagrzebskiej, w gminie Pušća. W 2011 roku liczyła 605 mieszkańców.